# Elatostema halophyllum
Elatostema halophyllum är en nässelväxtart som beskrevs av Elmer Drew Merrill. Elatostema halophyllum ingår i släktet Elatostema och familjen nässelväxter. Inga underarter finns listade i Catalogue of Life.